# Ian Brennan
Ian Brennan (* 23. dubna 1978 Mount Prospect, Illinois) je americký televizní scenárista, herec, producent a režisér. Mezi jeho nejznámější projekty patří práce na televizním seriálu Glee.

## Osobní život
Žije střídavě v New Yorku a Los Angeles.

## Filmografie
| Rok  | Název                            | Druh                     | Role                                          | Poznámky                        |
| ---- | -------------------------------- | ------------------------ | --------------------------------------------- | ------------------------------- |
| 2000 | Předčasné vydání                 | Televizní seriál         | komorník                                      | díl: „Everybody Goes to Rick's“ |
| 2000 | To je mé tělo                    | Film                     | Bert                                          |                                 |
| 2002 | No Sleep 'til Madison            | Film                     | Dave                                          |                                 |
| 2006 | Flourish                         | Film                     | Dr. Carter Kaufman                            |                                 |
| 2006 | Growing                          | Krátký film              | Spisovatel, herec (Jeremy)                    |                                 |
| 2006 | Nežádej svůj poslední tanec 2    | Film vydaný přímo na DVD | Franz                                         |                                 |
| 2007 | Moje žena a jiné katastrofy      | Film                     | Prodejce v obchodním domě                     |                                 |
| 2007 | Zákon a pořádek: Zločinné úmysly | Televizní seriál         | Lance Morein                                  | díl „Renewal“                   |
| 2007 | Kriminálka New York              | Televizní seriál         | Joe Silver                                    | díl „Buzzkill“                  |
| 2008 | New Amsterdam                    | Televizní seriál         | Chris Duncan                                  | díl „Keep the Change“           |
| 2009 | Glee                             | Televizní seriál         | Jeden z tvůrců, scenárista, vypravěč, režisér |                                 |
| 2009 | Malý New York                    | Film                     | Hippie ve stromě                              |                                 |
| 2009 | Infamous                         | Videohra                 | Hlas                                          |                                 |
| 2011 | The Glee Project                 | Televizní soutěž         | Porotce                                       |                                 |
| 2014 | Cooties                          | film                     | scenárista                                    |                                 |
| 2015 | Scream Queens                    | televizní seriál         | tvůrce, scenárista, režisér                   |                                 |
| 2018 | LA to Vegas                      | televizní seriál         | scenárista,                                   | díl: „#PilotFight“              |
| 2019 | The Politician                   | televizní seriál         | tvůrce, scenárista, režisér                   |                                 |

## Divadlo
| Rok       | Název hry                 | Role        | Název divadla                                                          |
| --------- | ------------------------- | ----------- | ---------------------------------------------------------------------- |
| 1999      | Saturday Night            | Gene Gorman | O'Rourke Center for the Performing Arts, Chicago                       |
| 1999      | Finian's Rainbow          | Vystupující | Marriott Theatre, Chicago                                              |
| 2005–2006 | The Man in the White Suit | Vystupující | Martel Theatre, Poughkeepsie, New York a Beckett Theatre New York City |